# افه (شهود)
افه (به ترکی استانبولی: Efe) یک منطقهٔ مسکونی در ترکیه است که در شهود (شهر) واقع شده‌است.